# Präsidentschaftswahl in Madagaskar 2013
Die Präsidentschaftswahl in Madagaskar 2013 fand am 25. Oktober und 20. Dezember statt.
Am 20. Dezember fand auch die Parlamentswahl statt, die ursprünglich für März 2010 geplant war, aber mehrfach verschoben wurde.

## Vorfeld der Wahlen

### 2009–2012
Die Präsidentschaftswahl wurde in Madagaskar nach dem Regierungswechsel im März 2009 vom amtierenden Übergangspräsidenten Andry Rajoelina angekündigt, er sprach von Wahlen innerhalb der nächsten 24 Monate.
Auf Druck der internationalen Geldgeber wurde im Juli 2009 entschieden, dass die Wahlen noch vor Jahresende stattfinden sollten;
sie wurden jedoch auf Frühjahr 2011 verschoben.
Als am 17. November 2010 über eine neue Verfassung abgestimmt wurde, deuteten Beobachter dies als Festigung der Macht von Rajoelina.
Denn einerseits wurde mit der neuen Verfassung das Alter für eine Präsidentschaftskandidatur auf 35 Jahre gesenkt, was dem damals 36-jährigen Rajoelina eine Bewerbung ermöglichte. Andererseits verlangt eine Klausel der neuen Verfassung, dass ein Kandidat vor der Wahl mindestens sechs Monate in Madagaskar gelebt haben muss, womit der ehemalige Präsident Marc Ravalomanana und weitere im Exil lebende Oppositionsführer von der Teilnahme ausgeschlossen wären.
Rajoelina bekundete aber, dass er bei der Präsidentschaftswahl nicht antreten werde.
Die Wahlen wurden dann erneut verschoben.
Am 17. September 2011 einigten sich die politischen Parteien schließlich auf die Abhaltung von Präsidentschaftswahlen im März 2012. Dieser Termin wurde wiederum mehrfach verschoben, zuletzt auf den 24. Juli 2013.
In dem Übereinkommen vom 17. September 2011 wurde zudem festgehalten, dass Ravalomanana die Rückkehr nach Madagaskar und die Teilnahme an den Wahlen ermöglicht werde. Zudem sollte Rajoelina bis zu den Wahlen Übergangspräsident bleiben.
Ravalomanana kündigte Ende 2012 an, dass er nicht antreten werde. Einen Monat später schloss auch Rajoelina eine Kandidatur aus;
er hatte bereits im Mai 2010 verkündet, dass er nicht kandidieren werde. Im August 2012 zog er jedoch eine Kandidatur wieder in Betracht.

### 2013
Am 3. Mai 2013 veröffentlichte das madagassische Verfassungsgericht eine Liste mit 41 Namen von Personen, die sich um das Amt des Präsidenten bewerben.
Zu diesen gehörten Lalao Ravalomanana, die Ehefrau von Ex-Staatspräsident Marc Ravalomanana, Didier Ratsiraka, Staatspräsident von 1975 bis 1993 und von 1997 bis 2002, sowie Rajoelina.
Rajoelina begründete seine Kandidatur damit, dass Ravalomanana sein Versprechen auf eine Nicht-Kandidatur mit der Bewerbung seiner Ehefrau gebrochen habe.
Die Gültigkeit der Kandidaturen von Lalao Ravalomanana und Didier Ratsiraka war zunächst ungewiss, da beide Personen nicht sechs Monate vor den Wahlen in Madagaskar wohnhaft waren. Lalao Ravalomanana kehrte erst im März 2013 nach Madagaskar zurück, nachdem sie bei ihrem Ehemann in seinem Exilland Südafrika gewohnt hatte. Ratsiraka wohnte bis April 2013 im Exil in Frankreich.
Das Verfassungsgericht erlaubte schließlich ihre Kandidaturen, da sie nicht freiwillig im Ausland wohnhaft waren. Auch die Gültigkeit der Kandidatur von Rajoelina wurde bezweifelt, da er sich erst lange nach Ablauf der Bewerbungsfrist eingeschrieben hatte. Trotzdem wurde auch diese Kandidatur akzeptiert.
Die Südafrikanische Entwicklungsgemeinschaft (SADC) und die Afrikanische Union ließen daraufhin mitteilen, dass sie die Wahlen weder unterstützen noch anerkennen würden, sollten diese drei Kandidaten im Rennen bleiben. Die Europäische Union und die SADC drohten zudem mit Sanktionen. Die Wahl musste deswegen auf unbestimmte Zeit verschoben werden.
Am 17. August erklärte ein neu zusammengestelltes Spezialgericht schließlich die Kandidaturen von Rajoelina, Ravalomanana und Ratsiraka sowie von fünf weiteren Bewerbern für ungültig.
Wenige Tage später verkündete die Wahlkommission, dass der erste Wahldurchgang am 25. Oktober stattfinden soll. Ein eventuell nötiger zweiter Wahlgang war für den 20. Dezember angesetzt.

## Kandidaten
Für den ersten Wahldurchgang am 25. Oktober 2013 standen 33 Kandidaten zur Verfügung. Zu den bekanntesten Bewerbern gehören:
- Hajo Andrianainarivelo
- Jean Lahiniriko – Ex-Vorsitzender der Nationalversammlung
- Pierrot Rajaonarivelo – Außenminister
- Hery Rajaonarimampianina – Ex-Finanzminister, wird durch Rajoelina unterstützt
- Roland Ratsiraka – Enkel von Didier Ratsiraka
- Edgard Razafindravahy – Bürgermeister von Antananarivo
- Jean Louis Robinson – Ex-Gesundheitsminister, wird durch Ravalomanana unterstützt
- Monja Roindefo – Ex-Premierminister
- Camille Vital – Ex-Premierminister

## Ergebnis
Am meisten Stimmen erhielten Jean-Louis Robinson (21,10 %) und Hery Rajaonarimampianina (15,93 %). Diese zwei Kandidaten traten in einem zweiten Wahlgang nochmals an. 6,28 % der Wahlzettel waren ungültig oder leer. Die Stimmbeteiligung  lag bei 61,85 %.
Aus drei der 20.001 Wahllokale wurden Zwischenfälle gemeldet. Im Süden des Landes soll ein Bezirkschef getötet worden sein. Allerdings ist unklar, ob ein Zusammenhang mit der Wahl besteht.
In der Stadt Bezaha soll es zu einer Entführung gekommen sein und im Bezirk Tsaratanana wurde ein Wahllokal angezündet. In allen drei Wahllokalen konnte der Urnengang zu einem späteren Zeitpunkt fortgesetzt werden.
Der zweite Wahldurchgang fand am 20. Dezember statt. Laut Wahlbeobachtern kam es zu keinen nennenswerten Zwischenfällen. Mitte Januar gab der Wahlgerichtshof das endgültige Ergebnis bekannt. Demzufolge entfielen auf Hery Rajaonarimampianina 53,5 % der gültigen Stimmen, auf seinen Rivalen Robinson 46,5 %. Am Samstag, den 25. Januar 2014 wurde Hery Rajaonarimampianina in einer öffentlichen Zeremonie im Stadion Mahamasina in sein Amt als Staatspräsident eingeführt. Dabei kam es nach Abschluss der Feierlichkeiten außerhalb des Stadions zu einem Bombenattentat, bei dem ein Kind getötet wurde.
| Kandidaten                                                                     | Parteien                              | 1. Wahlgang | 1. Wahlgang | 2. Wahlgang | 2. Wahlgang |
| Kandidaten                                                                     | Parteien                              | Stimmen     | %           | Stimmen     | %           |
| ------------------------------------------------------------------------------ | ------------------------------------- | ----------- | ----------- | ----------- | ----------- |
| Hery Rajaonarimampianina                                                       | Hery Vaovao ho an'i Madagasikara      | 711.534     | 15,8        | 2.060.124   | 53,5        |
| Jean-Louis Robinson                                                            | Antoko ny Vahoaka Aloha No Andrianina | 949.987     | 21,2        | 1.791.336   | 46,5        |
| Hajo Herivelona Andrianainarivelo                                              | Malagasy Miara Miainga                | 473.508     | 10,5        |             |             |
| Roland Ratsiraka                                                               | MTS                                   | 404.103     | 9,0         |             |             |
| Albert Camille Vital                                                           | Parti Hiaraka Isika                   | 307.477     | 6,8         |             |             |
| Saraha Georget Rabeharisoa                                                     | Antoko Maitso Hasin’i Madagasikara    | 202.956     | 4,5         |             |             |
| Edgard Razafindravahy                                                          | Parteilos                             | 195.053     | 4,3         |             |             |
| Pierrot Rajaonarivelo                                                          | MDM                                   | 120.511     | 2,7         |             |             |
| Joseph Martin Randriamampionona                                                | RTM (Dadafara)                        | 104.578     | 2,3         |             |             |
| Benjamin Radavidson Andriamparany                                              | FFF                                   | 100.242     | 2,2         |             |             |
| Jean Eugène Voninahitsy                                                        | LES AS                                | 96.257      | 2,1         |             |             |
| William Ratrema                                                                | GAM/PATRAM                            | 95.391      | 2,1         |             |             |
| Julien Razafinmanazato                                                         | ESD                                   | 71.938      | 1,6         |             |             |
| Monja Zafitsimivalo Roindefo                                                   | MONIMA                                | 68.121      | 1,5         |             |             |
| Brigitte Ihantanirina Rabemananantsoa                                          | AMP                                   | 62.298      | 1,4         |             |             |
| Willy Sylvain Rabetsaroana                                                     | PNJ Mazava Sylvain                    | 57.592      | 1,3         |             |             |
| Clément Zafisolo Ravalisaona                                                   | AME                                   | 51.693      | 1,2         |             |             |
| Rakoto Andrianirina Fetison                                                    | RDS                                   | 49.295      | 1,1         |             |             |
| Tabera Randriamanantsoa                                                        | KINTANA                               | 39.890      | 0,9         |             |             |
| Laza Razafiarison                                                              | Avotra Ho An'ny Firenena              | 39.635      | 0,9         |             |             |
| Jean Lahiniriko                                                                | KML                                   | 39.488      | 0,9         |             |             |
| Rakotomaharo Rajemison                                                         | MAMAFISOA                             | 38.507      | 0,9         |             |             |
| Patrick Rajaonary                                                              | Vonejo Madagasikara                   | 38.449      | 0,9         |             |             |
| Roland Dieudonne Rabeharison                                                   | FAMA                                  | 31.744      | 0,7         |             |             |
| Djacoba Alain Tehindrazanarivelo                                               | ENNA                                  | 25.760      | 0,6         |             |             |
| Faharo Ratsimbalson                                                            | Parteilos                             | 24.437      | 0,5         |             |             |
| Patrick Raharimanana                                                           | Vitatsika Io                          | 19.584      | 0,4         |             |             |
| Mickaël Brechard Dofo                                                          | MIM                                   | 15.342      | 0,3         |             |             |
| William Noelson                                                                | MITM                                  | 13.786      | 0,3         |             |             |
| Lezava Fleury Rabarison                                                        | HARENA                                | 11.041      | 0,2         |             |             |
| Guy Ratrimoarivony                                                             | HOP                                   | 10.921      | 0,2         |             |             |
| Jean Pierre Rakoto                                                             | RJP                                   | 9.777       | 0,2         |             |             |
| Freddy Tinasoa                                                                 | OBAMA                                 | 9.652       | 0,2         |             |             |
| Gesamt                                                                         | Gesamt                                | 4.490.547   | 100         | 3.851.460   | 100         |
|                                                                                |                                       |             |             |             |             |
| Ungültige Stimmen                                                              | Ungültige Stimmen                     | 335.609     | 7,0         | 191.786     | 4,7         |
| Wähler                                                                         | Wähler                                | 4.826.156   | 61,6        | 4.043.246   | 50,7        |
| Wahlberechtigte                                                                | Wahlberechtigte                       | 7.839.268   |             | 7.971.790   |             |
|                                                                                |                                       |             |             |             |             |
| Quellen: Cour constitutionnelle, 1. Wahlgang, 2. Wahlgang – CENIT: 1. Wahlgang |                                       |             |             |             |             |